# Tracie Thoms
Tracie Thoms (Baltimore (Maryland), Verenigde Staten, 19 augustus 1975) is een Amerikaans actrice.
De televisiecarrière van Thoms begon in 2002, toen ze een rol kreeg in de kortlopende televisieserie As If. In 2004 kreeg ze een terugkerende rol in de televisieserie Wonderfalls. Sinds 2005 is ze te zien in Cold Case.
Thoms verschijnt ook in films. Ze speelt onder meer een lesbische advocaat Joanne in de filmmusical Rent. Ze nam voor de filmversie de rol van Fredi Walker over, de actrice die in de musical de rol van Joanne speelde. Ze vond zichzelf te oud om in 2005 nog de rol van Joanne te spelen. Voordat ze was gecast als Joanne, was Thoms al een RENThead en had ze de show al meerdere keren op Broadway gezien. Ook deed ze al jaren audities voor de Broadway-versie, maar had ze de rol nooit gekregen. Op 18 juli 2008 was het haar echter toch gelukt en voegde ze zich bij de laatste cast van Rent, waarin ze de rol van Joanne weer op zich nam, ze nam hierbij de plaats van Merle Dandridge in.
Van de allerlaatste Broadway-voorstelling werd een dvd gemaakt genaamd: Rent: Filmed Live on Broadway, waar ook het merendeel van haar collega's van de filmversie van Rent aanwezig waren bij het slotapplaus.

Thoms was in 2006 te zien in The Devil Wears Prada. Een jaar later speelde ze in Quentin Tarantino's Death Proof en in Descent, waarin Rent-collega's Rosario Dawson en Wilson Jermaine Heredia ook een rol hebben.

## Filmografie
- 2002: Porn 'n Chicken (Chicken Club)
- 2004: The Warrior Class
- 2004: Brother to Brother
- 2005: Everyone's Depressed
- 2005: Rent
- 2006: The Devil Wears Prada
- 2007: Descent
- 2007: Grindhouse segment Death Proof
- 2008: Rent: Filmed Live on Broadway
- 2009: Peter and Vandy
- 2009: Good Hair
- 2011: I Will Follow
- 2012: Safe House
- 2012: Meeting Evil
- 2012: Looper
- 2012: Raze
- 2014: Annie
- 2017: The Drowning

- Bibliothèque nationale de France: cb169489285 (data)
- International Standard Name Identifier: 0000 0000 4430 1279
- Library of Congress Control Number: no2005107444
- MusicBrainz: 4444d829-bb09-4ccf-823d-31362e8530c2
- Virtual International Authority File: 56354841
- WorldCat: E39PBJB8mHKtqWRx9jXmFQDg8C